# Merovingische kunst

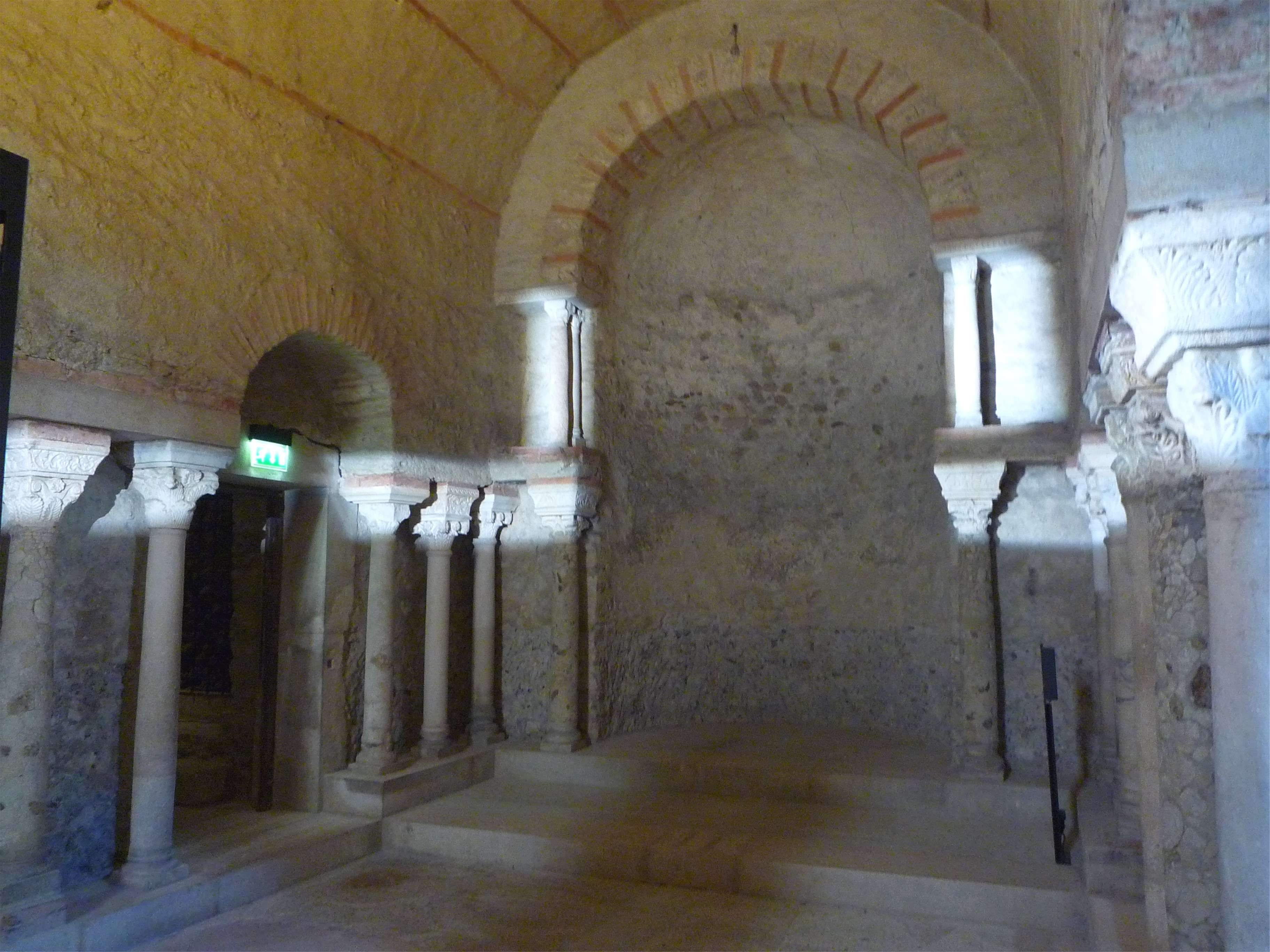
Crypte van St.-Oyand in Grenoble

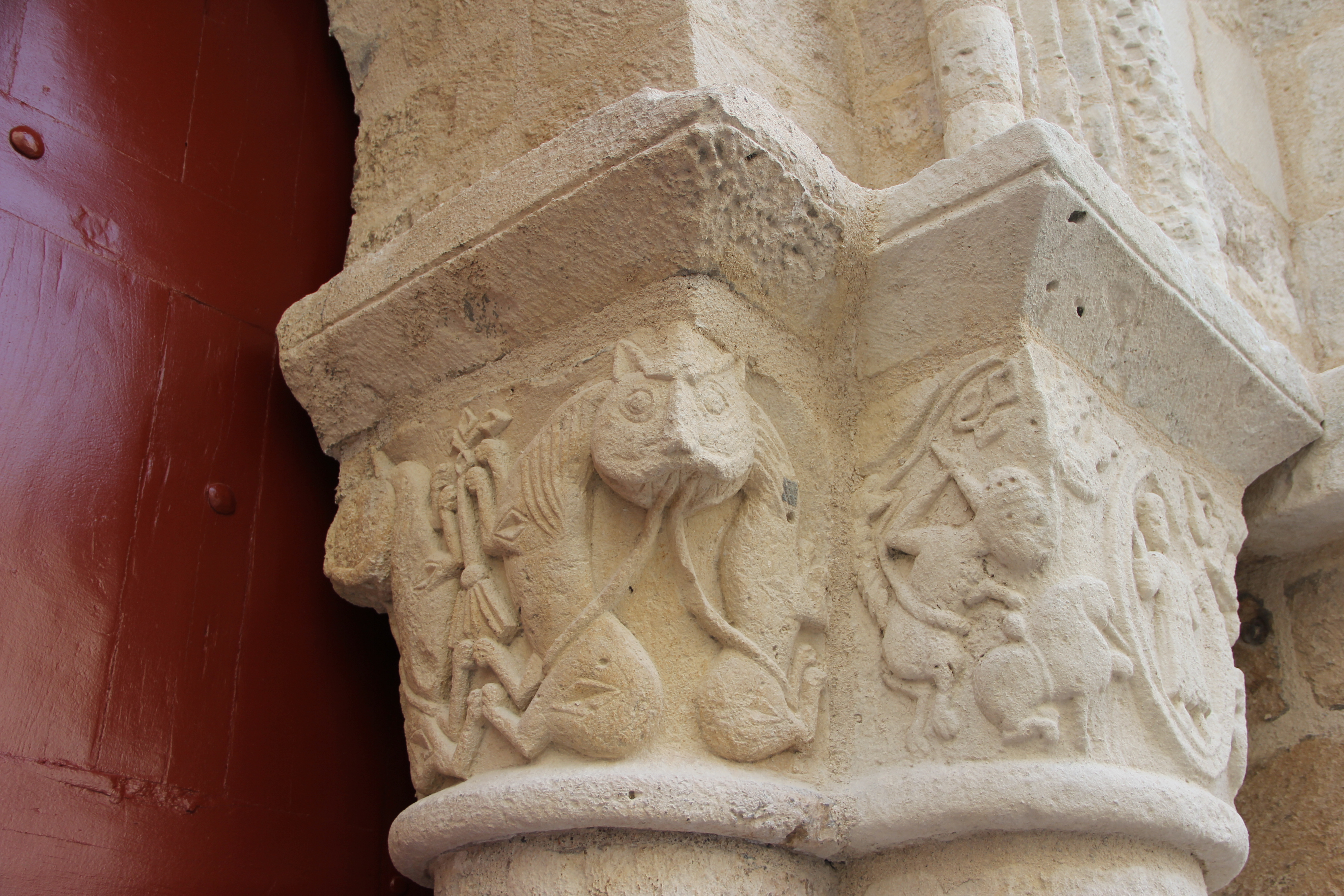
Merovingisch kapiteel in Poitiers

Merovingische kunst is een samenvattende benaming voor de kunst in de door de Franken bewoonde gebieden (het hedendaagse Frankrijk en delen van België, Nederland en Duitsland) ten tijde van de koningen uit het geslacht der Merovingen (5e-8e eeuw). De kunst uit deze periode vertoont geen homogeen karakter, omdat invloeden van buitenaf plaatselijk sterk verschilden. Als voorspel van de erop volgende Karolingische kunst is de Merovingische kunst van eminente betekenis, voor de definitieve vorming van de westerse kunst.

## Architectuur
Er zijn weinig Merovingische gebouwen bewaard gebleven. Twee zeldzame en redelijk gave voorbeelden uit deze periode zijn de 6e-eeuwse crypte van Saint-Oyand in Grenoble (met een 7e-eeuwse colonnade) en het grotendeels 7e-eeuwse baptisterium van Sint-Johannes in Poitiers. Van de Sint-Servaaskerk in Maastricht was al heel lang bekend dat deze een Merovingische voorganger heeft gehad, gebouwd door bisschop Monulfus. Bij archeologische opgravingen in de kerk werden in de jaren 1980 niet één, maar twee Merovingische kerken opgegraven. Van de eerste kerk, de door Gregorius van Tours genoemde magnum templum uit de 6e eeuw, zijn slechts delen van de fundamenten teruggevonden; van de tweede kerk uit de 7e eeuw zijn niet alleen de afmetingen bekend (38 × 19 m), maar zijn ook fragmenten van muurschilderingen en glas-in-loodramen, en een zandstenen reliëf teruggevonden. Ook in Tongeren zijn restanten van een Merovingische kerk uit de 6e eeuw opgegraven onder de huidige Onze-Lieve-Vrouwebasiliek.

## Beeldhouwkunst

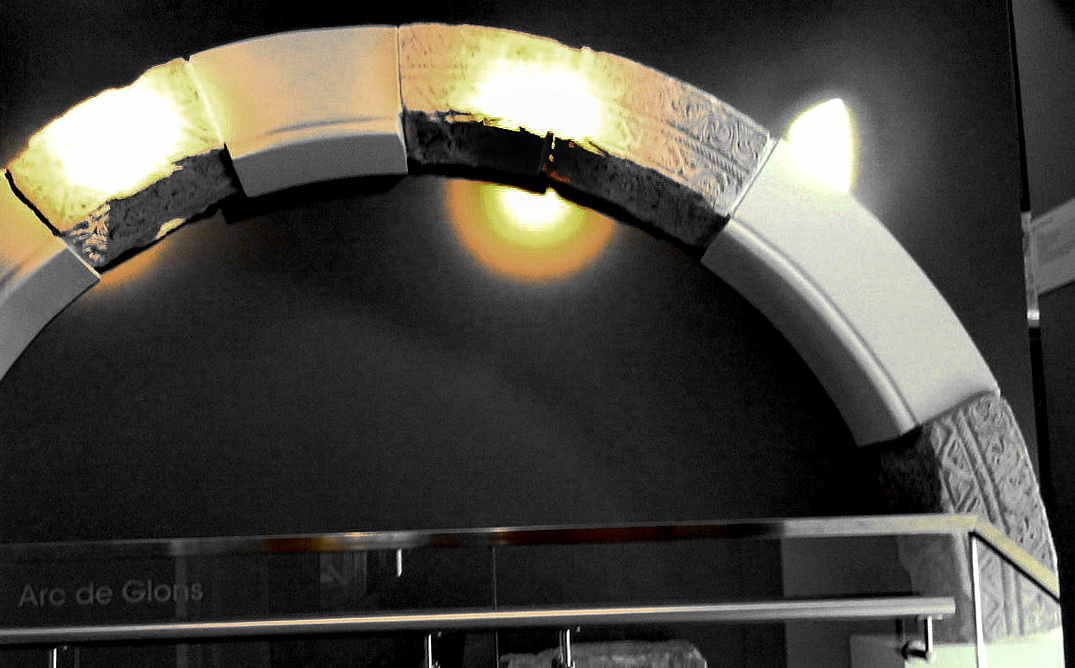
Arc de Glons (Grand Curtius, Luik)

In Nederland en België zijn slechts enkele voorbeelden van Merovingische beeldhouwkunst bewaard gebleven. In de omgeving van de Onze-Lieve-Vrouwebasiliek in Maastricht werd in 1942 een bewerkt kapiteel uit deze periode gevonden. Bij opgravingen in de eerder genoemde Sint-Servaasbasiliek werd een reliëf gevonden met een gecombineerde voorstelling van de kindermoord te Bethlehem en de vlucht naar Egypte. Het reliëf bevindt zich in het lapidarium van de Sint-Servaasbasiliek. In het museum Grand Curtius in Luik bevindt zich de zogenaamde Arc de Glons, afkomstig uit de kerk van Glons (Nederlands: Glaaien). De triomfboog uit de 7e eeuw bestaat uit bewerkte segmentbogen met geometrische patronen en plantenmotieven.

## Edelsmeedkunst
Producten van edelsmeedkunst uit de Merovingische periode zijn vooral als grafgiften tot ons gekomen. Een belangrijke vondst was in 1653 de schat in het koningsgraf van Childerik I in de Sint-Brixiuskerk te Doornik. De schat ging in 1831 grotendeels verloren, maar enkele objecten bleven bewaard, waaronder de gouden bijen die op de koningsmantel van Childerik waren genaaid. Een andere bijzondere vondst was de schat van Gourdon, in 1845 ontdekt in Gourdon (Bourgondië) en bestaande uit meer dan 100 gouden munten, een miskelk en een pateen.
Het meeste edelsmeedwerk uit deze periode betreft munten en sieraden: armbanden, oorhangers, fibulae en riemgespen. De bekendste fibulae uit de vroege middeleeuwen in Nederland zijn echter niet Frankisch maar Fries (bijvoorbeeld de fibula van Wijnaldum). Of een 7e-eeuws reliekkistje in het Utrechtse Museum Catharijneconvent gemaakt is in de omgeving van deze stad of uit zuidelijker streken komt, is niet duidelijk. In België is de zogenaamde kom van La Plante (in Namen) een topstuk van Merovingische edelsmeedkunst.

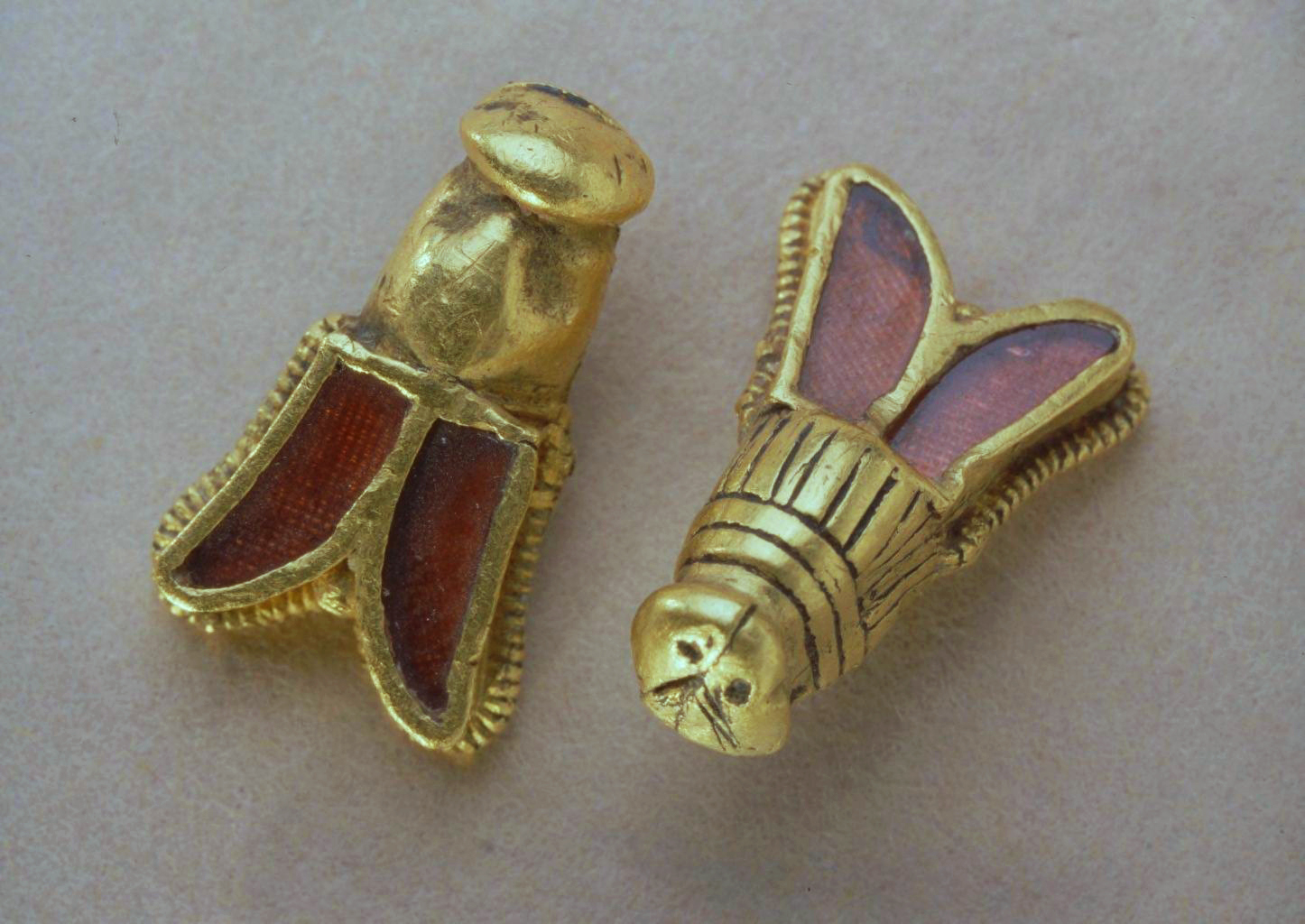
Bijen uit het koningsgraf van Childerik I, 5e eeuw
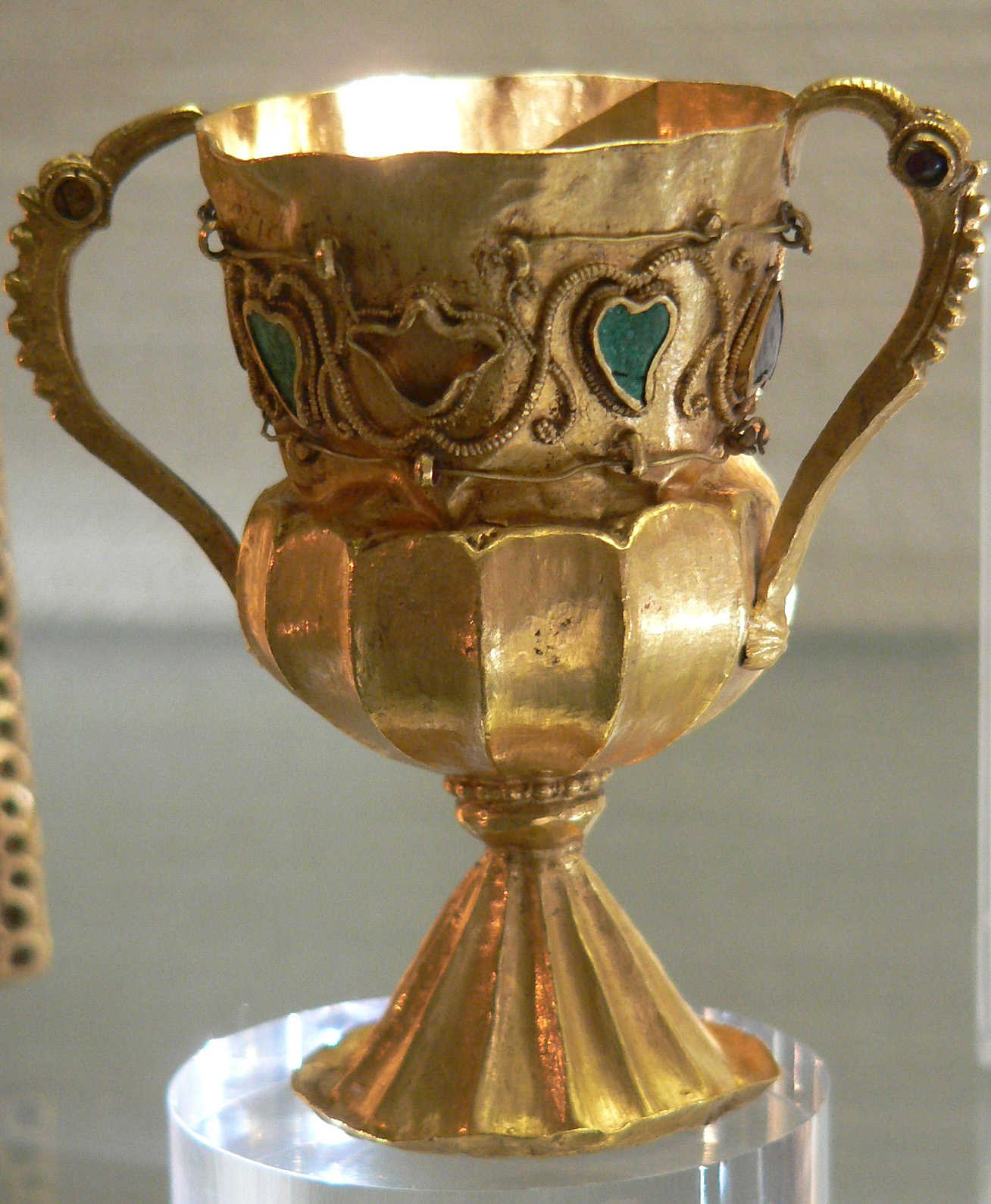
Gouden kelk uit de schat van Gourdon, 6e eeuw
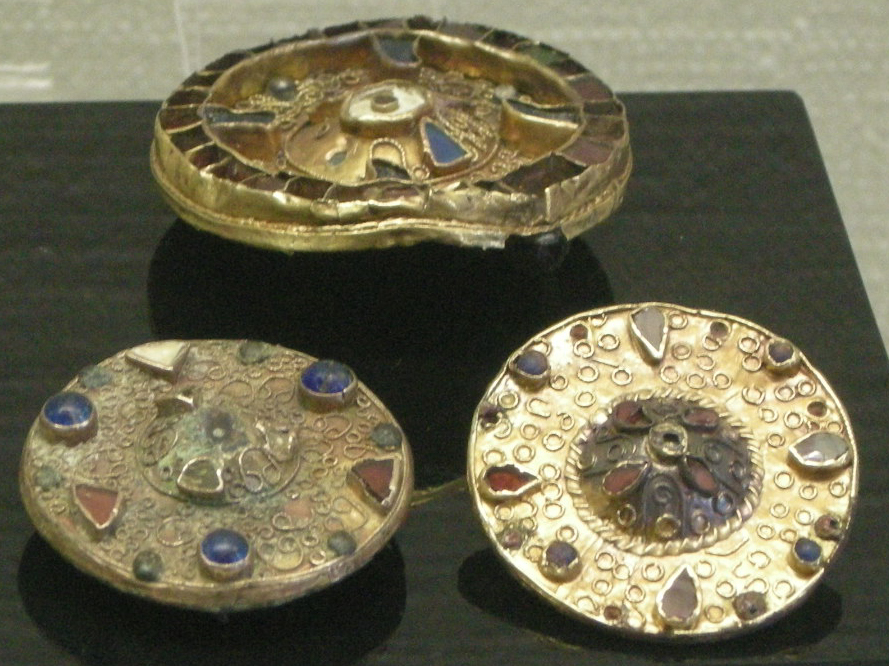
Fibulae uit Beaune, 6e/7e eeuw
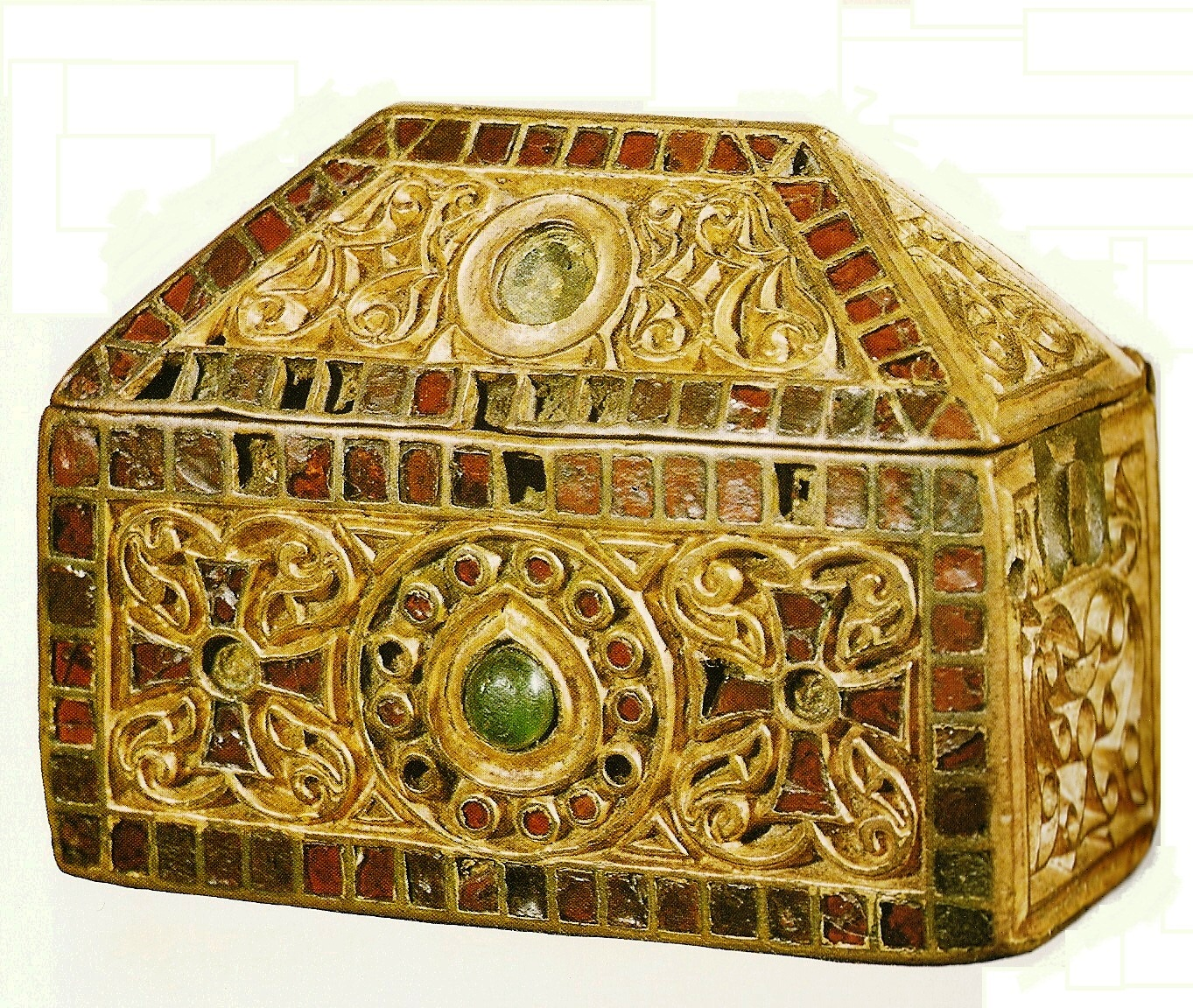
Reliekkistje van verguld koper, 7e eeuw
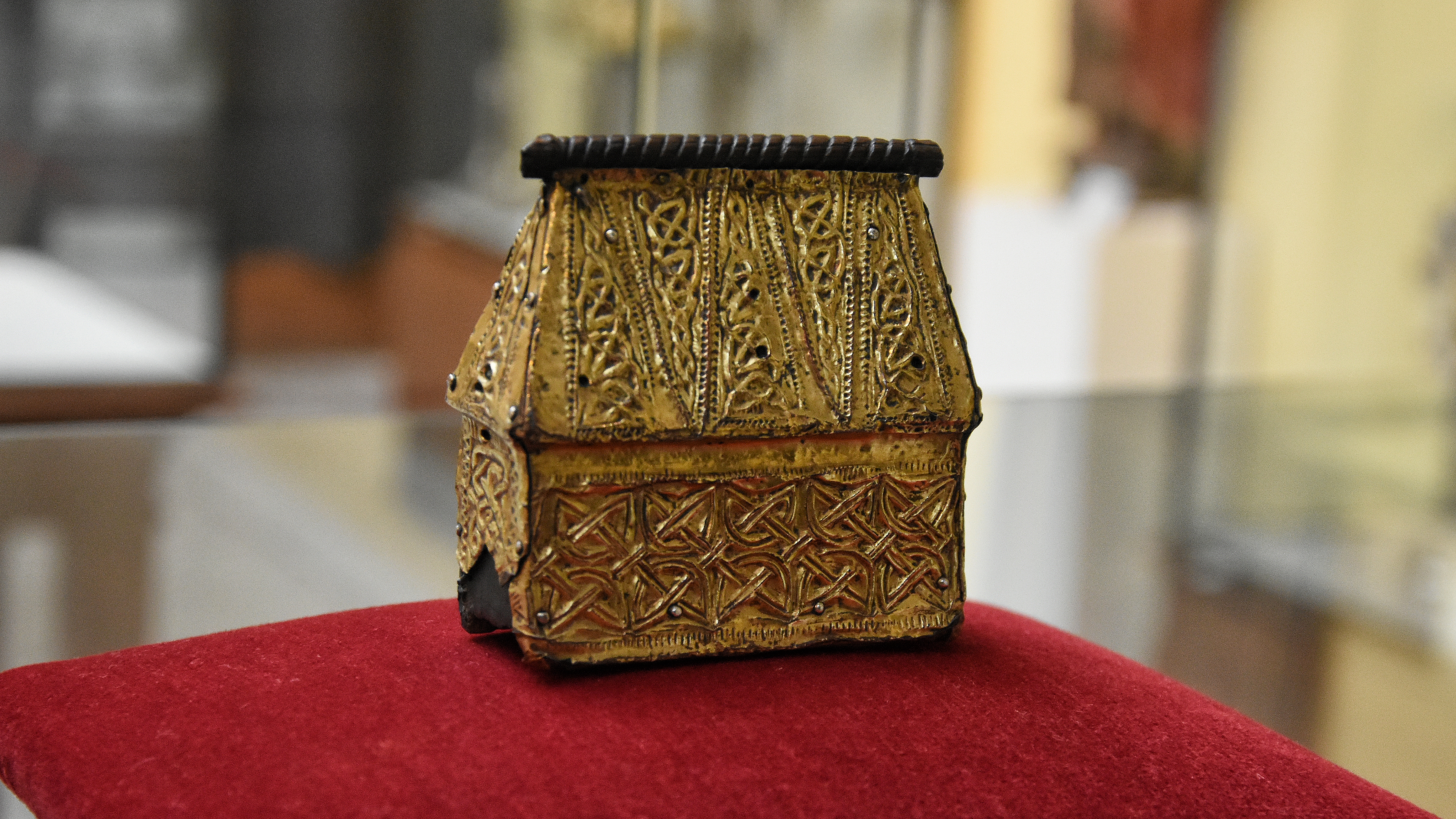
Reliekschrijn van Andenne, 8e eeuw, opgenomen in de beschermde kunstschatten van de kathedraal van Namen

## Boekverluchting
Een andere kunstvorm uit deze periode is de boekverluchting, die vooral in Engeland en Ierland bloeide, maar ook in het Frankische Rijk enkele fraaie producten heeft nagelaten. Een van de beroemdste boeken uit de 6e eeuw is de Historia Francorum van Gregorius van Tours, waarvan het oudste manuscript uit de late 7e eeuw dateert. In het Vaticaan bevindt zich het rijkversierde Sacramentarium Gelasianum, dat omstreeks 750 in de buurt van Parijs is vervaardigd. Uit omstreeks 760 dateert de Codex Eyckensis, die in de schatkamer van de Sint-Catharinakerk in Maaseik wordt bewaard. Het Evangeliarium van Echternach dateert eveneens uit de 8e eeuw, de overgangsperiode tussen Merovingische en Karolingische kunst. 

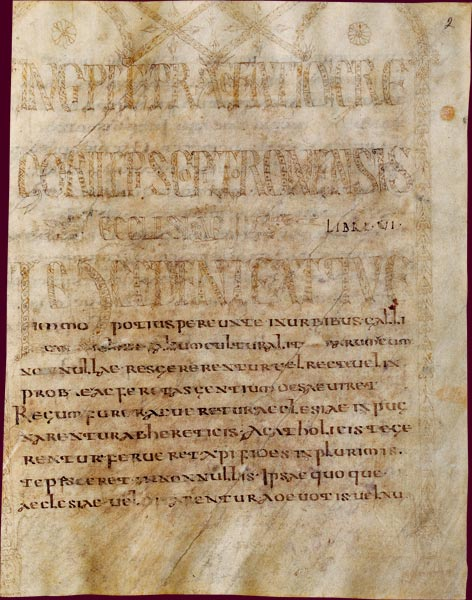
Historia Francorum, 7e eeuw
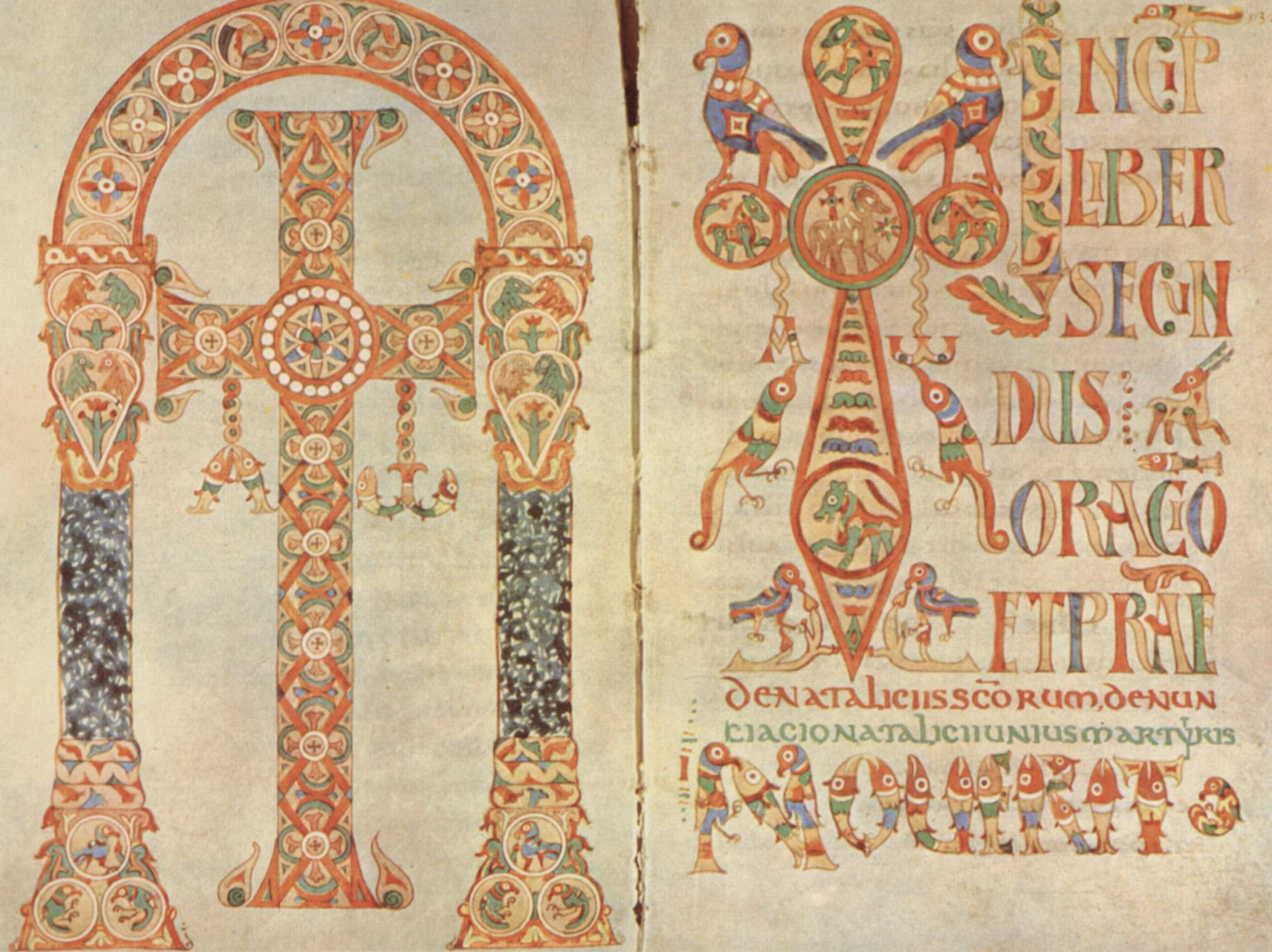
Sacramentarium Gelasianum, ca. 750
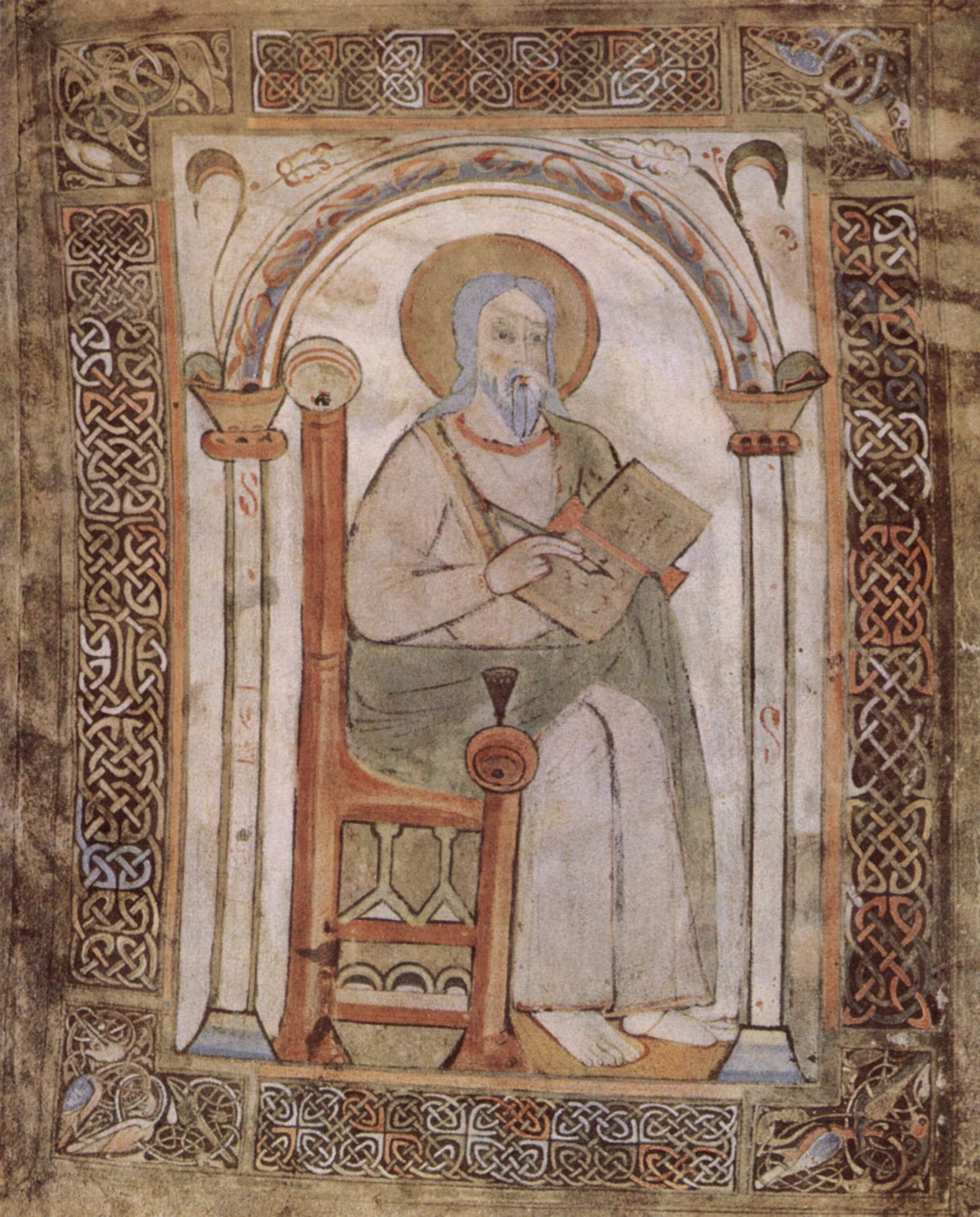
Codex Eyckensis, ca. 760
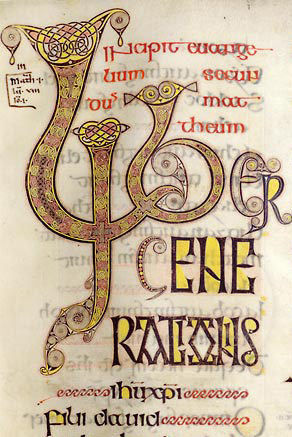
Evangeliarium van Echternach, 8e eeuw

Byzantijnse kunst · Merovingische kunst · Insulaire kunst · Karolingische kunst · Ottoonse renaissance · Franco-Insulaire stijl · Preromaanse kunst · Romaanse kunst · Kanaalstijl · Scheldegotiek · Gotische kunst · Internationale gotiek · Pre-Eyckiaanse kunst · Vlaamse Primitieven